# Joseph du Pont Duvivier
Joseph du Pont Duvivier (12 novembre 1707 – 24 novembre 1760) fut un militaire acadien.